# Seznam francoskih raziskovalcev
Seznam francoskih raziskovalcev.

## A
- Antoine Thomson d'Abbadie
- Arnaud-Michel d'Abbadie
- Michel Aco
- Dominick Arduin
- Etienne Aymonier

## B
- Jeanne Baré
- Nicolas Baudin
- Louis Gustave Binger
- Louis Blanchette
- Alain Bombard?
- Aimé Bonpland
- Louis Antoine de Bougainville (1729 – 1811)
- Pierre Bouguer (1698 – 1758)
- Jean-Baptiste Charles Bouvet de Lozier
- Pierre Savorgnan de Brazza
- Bruni d'Entrecasteaux
- Étienne Brûlé
- Jean de Béthencourt

## C
- Antoine Laumet de La Mothe, sieur de Cadillac
- René Caillé
- François Caron
- Jacques Cartier
- Paul du Chaillu
- Samuel de Champlain
- Pierre François Xavier de Charlevoix
- Jean-Baptiste Charcot (1867-1936)
- Jean Chardin
- Jean-Marie Chopin
- Philibert Commerçon
- Jacques-Yves Cousteau
- Jean-Michel Cousteau
- Philippe Cousteau
- Fabien Cousteau

## D
- Jules Dumont d'Urville
- Alexandra David-Néel
- Jean-François-Marie de Surville
- Pierre Jean Marie Delavay
- Jacques-René de Brisay de Denonville, Marquis de Denonville
- Médard des Groseilliers
- Emile Desportes
- Pierre-Médard Diard
- Jean Baptiste Douville
- Louis Isidore Duperrey
- Henri Duveyrier

## F
- Louis Feuillée
- Marc-Joseph Marion du Fresne
- Louis de Freycinet

## G
- Francis Garnier
- Jean Gery
- Binot Paulmier de Gonneville
- Jacques Gouin de Beauchene
- Alfred Grandidier

## H
- Louis Hennepin
- Henri, Prince of Orléans
- Jean-Michel Huon de Kermadec

## J
- Jordanus

## K
- Yves-Joseph de Kerguelen-Trémarec

## L
- Jean-François de Galaup, comte de La Pérouse
- René-Robert Cavelier, Sieur de La Salle
- Ernest Doudart de Lagrée
- René Goulaine de Laudonnière
- Pierre-Charles Le Sueur
- Daniel Greysolon, Sieur du Lhut
- Emmanuel Liais
- Louis-Armand de Lom d'Arce de Lahontan, Baron de Lahontan
- Andrew of Longjumeau
- Louis Maurice Adolphe Linant de Bellefonds

## M
- Jean-Baptiste Marchand
- Jacques Marquette
- Martin de Hoyarçabal
- Claude Martin
- Simone Melchior
- Théodore Monod (1902-2000)
- Henri Mouhot

## N
- Jean Nicolet
- Joseph Nicollet

## P
- Paul Pelliot

## R
- Pierre-Esprit Radisson
- Jean Raspail
- Eugène Riguidel

## S
- Louis-Claude de Saulces de Freycinet?
- Pierre Sonnerat

## T
- Jean de Thévenot
- André Thévet

## V
- Thomas Vasse

## W
- William Rubruški